# Quavo/Auszeichnungen für Musikverkäufe

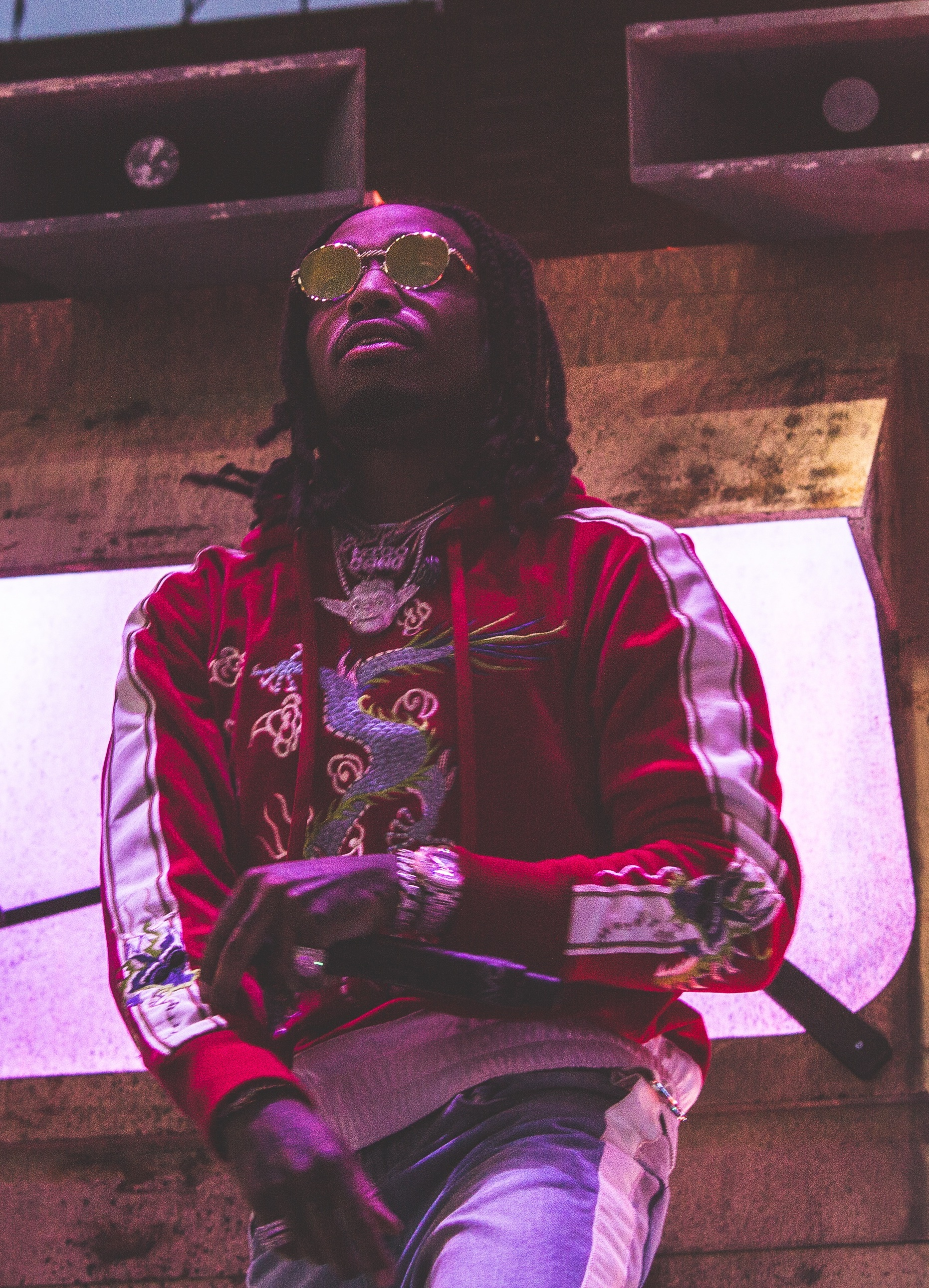
Quavo (2017)

Dies ist eine Übersicht über die Auszeichnungen für Musikverkäufe des US-amerikanischen Rappers Quavo. Die Auszeichnungen finden sich nach ihrer Art (Gold, Platin usw.), nach Staaten getrennt in chronologischer Reihenfolge, geordnet sowie nach den Tonträgern selbst, ebenfalls in chronologischer Reihenfolge, getrennt nach Medium (Alben, Singles usw.), wieder.

## Auszeichnungen
| - Vereinigtes Königreich - 2018: für die Autorenbeteiligung T-Shirt (Migos) - 2019: für die Autorenbeteiligung Slippery (Migos) - 2019: für die Autorenbeteiligung Apeshit (The Carters) - 2021: für die Autorenbeteiligung Narcos (Migos) - 2022: für die Single Champions - 2023: für die Single Hotel Lobby (Unc & Phew) - 2023: für die Single Shake the Room - 2024: für das Album Huncho Jack, Jack Huncho - 2024: für die Autorenbeteiligung I Get the Bag (Gucci Mane) - Australien - 2018: für die Single OMG - 2019: für die Single RAF - 2020: für die Single Bigger Than You - Belgien - 2017: für die Single Know No Better - 2017: für die Single Strip That Down - Brasilien - 2020: für die Single Pick Up the Phone - 2023: für die Autorenbeteiligung Who? What! (Travis Scott) - 2024: für das Lied Portland - 2024: für die Single Aries (YuGo) Part 2 - 2024: für die Single Hotel Lobby (Unc & Phew) - 2024: für die Single Know No Better - 2024: für die Autorenbeteiligung Stir Fry (Migos) - 2024: für die Autorenbeteiligung Need It (Migos) - 2024: für die Autorenbeteiligung Straightenin (Migos) - 2024: für die Autorenbeteiligung Notice Me (Migos) - 2024: für die Autorenbeteiligung Bad and Boujee (Migos) - Dänemark - 2017: für die Single Know No Better - 2019: für die Single Pick Up the Phone - 2020: für die Autorenbeteiligung Walk It Talk It (Migos) - 2020: für die Autorenbeteiligung Pure Water (Mustard) - 2021: für die Autorenbeteiligung Slippery (Migos) - 2022: für die Single Champions - 2022: für das Lied Portland - 2022: für die Autorenbeteiligung MotorSport (Migos) - 2023: für das Album Huncho Jack, Jack Huncho - 2023: für die Autorenbeteiligung Stir Fry (Migos) - Deutschland - 2017: für die Autorenbeteiligung Slide (Calvin Harris) - 2019: für die Autorenbeteiligung Bad and Boujee (Migos) - 2020: für die Single Congratulations - 2022: für die Single Intentions - 2023: für die Autorenbeteiligung Bon Appétit (Katy Perry) - Finnland - 2021: für die Single Intentions - Frankreich - 2017: für die Single Strip That Down - 2017: für die Autorenbeteiligung Bon Appétit (Katy Perry) - 2020: für die Autorenbeteiligung MotorSport (Migos) - 2021: für die Single Intentions - 2023: für die Autorenbeteiligung Apeshit (The Carters) - 2024: für die Single Hotel Lobby (Unc & Phew) - Griechenland - 2023: für die Single Hotel Lobby (Unc & Phew) - 2024: für die Single Tough - Italien - 2017: für die Single Pick Up the Phone - 2018: für das Lied Portland - 2019: für die Single No Brainer - 2019: für die Autorenbeteiligung MotorSport (Migos) - 2019: für die Autorenbeteiligung Walk It Talk It (Migos) - 2019: für die Autorenbeteiligung Slippery (Migos) - 2020: für die Single Intentions - 2024: für die Single Hotel Lobby (Unc & Phew) - 2024: für die Autorenbeteiligung Pure Water (Mustard) - Japan - 2022: für das Streaming I’m the One - 2023: für das Streaming Intentions - Kanada - 2017: für die Single OMG - 2017: für die Autorenbeteiligung Bon Appétit (Katy Perry) - 2018: für die Single Ice Tray - 2018: für die Autorenbeteiligung Narcos (Migos) - 2018: für die Autorenbeteiligung Notice Me (Migos) - 2019: für die Single Guwop - 2019: für die Autorenbeteiligung Drip (Cardi B) - 2020: für das Lied Had Enough - 2020: für das Lied Faith - Mexiko - 2018: für die Autorenbeteiligung Walk It Talk It (Migos) - 2019: für die Single No Brainer - 2019: für die Autorenbeteiligung Live It Up (Nicky Jam) - 2021: für die Single OMG - Neuseeland - 2020: für die Single OMG - 2021: für die Autorenbeteiligung Bon Appétit (Katy Perry) - Norwegen - 2020: für die Autorenbeteiligung Bon Appétit (Katy Perry) - Österreich - 2020: für die Single No Brainer - 2022: für die Autorenbeteiligung Slide (Calvin Harris) - Polen - 2017: für die Single I’m the One - 2019: für die Single No Brainer - 2019: für die Autorenbeteiligung Apeshit (The Carters) - 2021: für die Autorenbeteiligung Bad and Boujee (Migos) - 2021: für die Autorenbeteiligung Pure Water (Mustard) - 2023: für die Autorenbeteiligung Walk It Talk It (Migos) - 2024: für die Single Pick Up the Phone - 2024: für die Autorenbeteiligung Bon Appétit (Katy Perry) - 2024: für die Single Strip That Down - Portugal - 2019: für die Autorenbeteiligung Walk It Talk It (Migos) - 2020: für das Lied Portland - 2020: für die Autorenbeteiligung Pure Water (Mustard) - 2022: für die Autorenbeteiligung Stir Fry (Migos) - 2022: für die Autorenbeteiligung Narcos (Migos) - 2022: für die Autorenbeteiligung Slippery (Migos) - Schweden - 2017: für die Single Pick Up the Phone - Schweiz - 2018: für die Autorenbeteiligung Live It Up (Nicky Jam) - Spanien - 2017: für die Autorenbeteiligung Slide (Calvin Harris) - 2024: für die Single Strip That Down - Vereinigte Staaten - 2015: für die Autorenbeteiligung Versace (Migos) - 2015: für die Autorenbeteiligung Fight Night (Migos) - 2017: für die Autorenbeteiligung Handsome and Wealthy (Migos) - 2017: für die Autorenbeteiligung Slippery (Migos) - 2017: für die Autorenbeteiligung Get Right Witcha (Migos) - 2018: für das Lied Lost It - 2019: für das Album Quavo Huncho - 2019: für die Single Bacc at It Again - 2019: für die Single Flip the Switch - 2019: für die Single Pineapple - 2020: für die Single Shake the Room - 2020: für die Autorenbeteiligung Sacrifices (Big Sean) - 2021: für die Single Know No Better - 2021: für das Lied Pick Up - 2021: für die Autorenbeteiligung Raw Shit (DaBaby) - 2022: für die Single 100 Bands - 2022: für die Autorenbeteiligung Supastars (Migos) - 2022: für die Autorenbeteiligung White Sand (Migos) - 2022: für die Autorenbeteiligung Gang Gang (Migos) - 2022: für die Autorenbeteiligung Having Our Way (Migos) - 2022: für die Autorenbeteiligung Too Playa (Migos) - 2022: für die Autorenbeteiligung Racks 2 Skinny (Migos) - 2023: für das Lied Had Enough - Vereinigtes Königreich - 2020: für die Autorenbeteiligung MotorSport (Migos) - 2020: für die Autorenbeteiligung Walk It Talk It (Migos) - 2023: für die Autorenbeteiligung Pure Water (Mustard) - 2024: für die Autorenbeteiligung Stir Fry (Migos) - 2025: für die Autorenbeteiligung Bon Appétit (Katy Perry) | - Australien - 2018: für die Autorenbeteiligung MotorSport (Migos) - 2018: für die Autorenbeteiligung Stir Fry (Migos) - 2023: für die Autorenbeteiligung Bon Appétit (Katy Perry) - Belgien - 2017: für die Single I’m the One - 2017: für die Autorenbeteiligung Slide (Calvin Harris) - Brasilien - 2021: für die Single OMG - 2021: für die Autorenbeteiligung Slide (Calvin Harris) - 2024: für die Autorenbeteiligung MotorSport (Migos) - 2024: für die Autorenbeteiligung Narcos (Migos) - 2024: für die Autorenbeteiligung Pure Water (Mustard) - 2025: für die Single Tough - Dänemark - 2018: für die Single Strip That Down - 2020: für die Single Intentions - 2021: für die Single No Brainer - 2023: für die Autorenbeteiligung Bad and Boujee (Migos) - Deutschland - 2017: für die Single I’m the One - 2017: für die Single Strip That Down - Frankreich - 2017: für die Single Know No Better - 2017: für die Autorenbeteiligung T-Shirt (Migos) - 2018: für die Autorenbeteiligung Bad and Boujee (Migos) - 2021: für die Single Pick Up the Phone - 2022: für die Single Congratulations - 2023: für die Autorenbeteiligung Walk It Talk It (Migos) - Italien - 2017: für die Single Strip That Down - 2017: für die Single Know No Better - 2017: für die Autorenbeteiligung Slide (Calvin Harris) - 2017: für die Autorenbeteiligung Bon Appétit (Katy Perry) - 2018: für die Single Congratulations - 2019: für die Autorenbeteiligung Bad and Boujee (Migos) - Kanada - 2018: für die Autorenbeteiligung Stir Fry (Migos) - 2019: für die Autorenbeteiligung Apeshit (The Carters) - 2020: für die Autorenbeteiligung Who? What! (Travis Scott) - Malaysia - 2020: für die Single Intentions - Mexiko - 2018: für die Autorenbeteiligung Bon Appétit (Katy Perry) - Neuseeland - 2019: für das Lied Portland - 2019: für die Autorenbeteiligung Slippery (Migos) - 2019: für die Autorenbeteiligung MotorSport (Migos) - 2020: für die Autorenbeteiligung I Get the Bag (Gucci Mane) - 2023: für die Autorenbeteiligung T-Shirt (Migos) - Norwegen - 2020: für die Single Intentions - 2020: für die Single No Brainer - Österreich - 2019: für die Single I’m the One - Polen - 2020: für die Autorenbeteiligung Slide (Calvin Harris) - 2021: für die Single Intentions - 2022: für die Autorenbeteiligung Live It Up (Nicky Jam) - Portugal - 2019: für die Autorenbeteiligung Slide (Calvin Harris) - 2020: für die Single Intentions - 2022: für die Single Strip That Down - 2022: für die Autorenbeteiligung Bad and Boujee (Migos) - Schweden - 2017: für die Single Strip That Down - Schweiz - 2017: für die Autorenbeteiligung Slide (Calvin Harris) - Spanien - 2017: für die Single I’m the One - 2024: für die Single Know No Better - 2024: für die Single Congratulations - 2025: für die Single Intentions - Vereinigte Staaten - 2018: für die Single Champions - 2018: für die Autorenbeteiligung Drip (Cardi B) - 2019: für die Single Workin Me - 2019: für die Single Bigger Than You - 2019: für die Single Guwop - 2019: für die Autorenbeteiligung Apeshit (The Carters) - 2020: für die Single RAF - 2021: für das Lied Rap Saved Me - 2021: für die Single Want Her - 2022: für die Single Hotel Lobby (Unc & Phew) - 2022: für die Autorenbeteiligung Peek a Boo (Lil Yachty) - 2022: für die Autorenbeteiligung Bon Appétit (Katy Perry) - 2022: für die Autorenbeteiligung Straightenin (Migos) - 2022: für die Autorenbeteiligung Notice Me (Migos) - 2022: für die Autorenbeteiligung BBO (Bad Bitches Only) (Migos) - 2023: für das Lied Minnesota - 2024: für die Autorenbeteiligung Danger (Marshmello) - 2024: für das Lied Oh My Dis Side - 2024: für die Single Go Off - 2024: für die Autorenbeteiligung Who? What! (Travis Scott) - Vereinigtes Königreich - 2020: für die Single No Brainer - 2020: für die Single Intentions - 2020: für die Autorenbeteiligung Bad and Boujee (Migos) - 2022: für die Single Know No Better - 2024: für die Single Pick Up the Phone - 2025: für das Lied Portland - Mexiko - 2018: für die Single Congratulations - Australien - 2019: für die Autorenbeteiligung Bad and Boujee (Migos) - 2021: für die Single Know No Better - 2024: für das Lied Portland - Dänemark - 2019: für die Single I’m the One - 2021: für die Autorenbeteiligung Slide (Calvin Harris) - 2022: für die Single Congratulations - Irland - 2017: für die Single Strip That Down - Italien - 2017: für die Single I’m the One - Kanada - 2018: für die Autorenbeteiligung Walk It Talk It (Migos) - Mexiko - 2020: für die Single I’m the One - 2020: für die Autorenbeteiligung Slide (Calvin Harris) - Neuseeland - 2020: für die Single No Brainer - 2022: für die Single Pick Up the Phone - 2022: für die Autorenbeteiligung Bad and Boujee (Migos) - 2022: für die Autorenbeteiligung Stir Fry (Migos) - 2023: für die Single Know No Better - 2024: für die Autorenbeteiligung Walk It Talk It (Migos) - Polen - 2020: für die Single Congratulations - Portugal - 2022: für die Single I’m the One - Schweden - 2017: für die Autorenbeteiligung Slide (Calvin Harris) - Schweiz - 2018: für die Single I’m the One - Vereinigte Staaten - 2017: für die Autorenbeteiligung T-Shirt (Migos) - 2018: für das Lied Portland - 2021: für die Single Good Drank - Vereinigtes Königreich - 2018: für die Single I’m the One - 2020: für die Single Congratulations - 2021: für die Single Strip That Down - 2023: für die Autorenbeteiligung Slide (Calvin Harris) | - Brasilien - 2020: für die Single No Brainer - 2024: für die Single Strip That Down - 2024: für die Autorenbeteiligung Walk It Talk It (Migos) - Kanada - 2018: für die Autorenbeteiligung MotorSport (Migos) - 2019: für die Single Pick Up the Phone - 2019: für die Single No Brainer - Norwegen - 2020: für die Single I’m the One - Portugal - 2020: für die Single Congratulations - Schweden - 2018: für die Single Congratulations - Vereinigte Staaten - 2018: für die Single Strip That Down - 2022: für die Autorenbeteiligung Narcos (Migos) - 2025: für die Single No Brainer - Australien - 2022: für die Single No Brainer - Italien - 2019: für die Single Cupido - Neuseeland - 2021: für die Single I’m the One - 2023: für die Single Intentions - 2023: für die Single Strip That Down - Schweden - 2017: für die Single I’m the One - Vereinigte Staaten - 2017: für die Autorenbeteiligung Bad and Boujee (Migos) - 2021: für die Single Intentions - Australien - 2018: für die Single Strip That Down - Kanada - 2021: für die Single Intentions - Neuseeland - 2024: für die Autorenbeteiligung Slide (Calvin Harris) - Vereinigte Staaten - 2022: für die Autorenbeteiligung Stir Fry (Migos) - 2023: für die Autorenbeteiligung Slide (Calvin Harris) - 2023: für die Autorenbeteiligung Pure Water (Mustard) - 2024: für die Single Pick Up the Phone - Australien - 2023: für die Autorenbeteiligung Slide (Calvin Harris) - 2024: für die Single Intentions - Neuseeland - 2024: für die Single Congratulations - Vereinigte Staaten - 2022: für die Autorenbeteiligung MotorSport (Migos) - 2022: für die Autorenbeteiligung Walk It Talk It (Migos) - Kanada - 2019: für die Single I’m the One - 2023: für die Single Strip That Down - 2023: für die Autorenbeteiligung Slide (Calvin Harris) - Australien - 2022: für die Single I’m the One - Vereinigte Staaten - 2023: für die Autorenbeteiligung I Get the Bag (Gucci Mane) - Vereinigte Staaten - 2022: für die Single I’m the One - Australien - 2024: für die Single Congratulations - Vereinigte Staaten - 2022: für die Single Congratulations - Brasilien - 2020: für die Single I’m the One - 2024: für die Autorenbeteiligung Bon Appétit (Katy Perry) - Frankreich - 2023: für die Single I’m the One - 2024: für die Autorenbeteiligung Slide (Calvin Harris) - Kanada - 2021: für die Single Congratulations - Brasilien - 2024: für die Single Intentions - Brasilien - 2024: für die Single Congratulations |

## Auszeichnungen nach Alben

### Huncho Jack, Jack Huncho
| Land/Region                  | Auszeichnungen für Musikverkäufe (Land/Region, Auszeichnung, Verkäufe) | Verkäufe |
| ---------------------------- | ---------------------------------------------------------------------- | -------- |
| Dänemark (IFPI)              | Gold                                                                   | 10.000   |
| Vereinigtes Königreich (BPI) | Silber                                                                 | 60.000   |
| Insgesamt                    | 1× Silber · 1× Gold ·                                                  | 70.000   |

### Quavo Huncho
| Land/Region               | Auszeichnungen für Musikverkäufe (Land/Region, Auszeichnung, Verkäufe) | Verkäufe |
| ------------------------- | ---------------------------------------------------------------------- | -------- |
| Vereinigte Staaten (RIAA) | Gold                                                                   | 500.000  |
| Insgesamt                 | 1× Gold ·                                                              | 500.000  |

## Auszeichnungen nach Singles

### Pick Up the Phone
| Land/Region                  | Auszeichnungen für Musikverkäufe (Land/Region, Auszeichnung, Verkäufe) | Verkäufe  |
| ---------------------------- | ---------------------------------------------------------------------- | --------- |
| Brasilien (PMB)              | Gold                                                                   | 30.000    |
| Dänemark (IFPI)              | Gold                                                                   | 45.000    |
| Frankreich (SNEP)            | Platin                                                                 | 200.000   |
| Italien (FIMI)               | Gold                                                                   | 25.000    |
| Kanada (MC)                  | 3× Platin                                                              | 240.000   |
| Neuseeland (RMNZ)            | 2× Platin                                                              | 60.000    |
| Polen (ZPAV)                 | Gold                                                                   | 25.000    |
| Schweden (IFPI)              | Gold                                                                   | 20.000    |
| Vereinigte Staaten (RIAA)    | 5× Platin                                                              | 5.000.000 |
| Vereinigtes Königreich (BPI) | Platin                                                                 | 600.000   |
| Insgesamt                    | 5× Gold · 12× Platin ·                                                 | 6.245.000 |

### Champions
| Land/Region                  | Auszeichnungen für Musikverkäufe (Land/Region, Auszeichnung, Verkäufe) | Verkäufe  |
| ---------------------------- | ---------------------------------------------------------------------- | --------- |
| Dänemark (IFPI)              | Gold                                                                   | 45.000    |
| Vereinigte Staaten (RIAA)    | Platin                                                                 | 1.000.000 |
| Vereinigtes Königreich (BPI) | Silber                                                                 | 200.000   |
| Insgesamt                    | 1× Silber · 1× Gold · 1× Platin ·                                      | 1.245.000 |

### Guwop
| Land/Region               | Auszeichnungen für Musikverkäufe (Land/Region, Auszeichnung, Verkäufe) | Verkäufe  |
| ------------------------- | ---------------------------------------------------------------------- | --------- |
| Kanada (MC)               | Gold                                                                   | 40.000    |
| Vereinigte Staaten (RIAA) | Platin                                                                 | 1.000.000 |
| Insgesamt                 | 1× Gold · 1× Platin ·                                                  | 1.040.000 |

### Good Drank
| Land/Region               | Auszeichnungen für Musikverkäufe (Land/Region, Auszeichnung, Verkäufe) | Verkäufe  |
| ------------------------- | ---------------------------------------------------------------------- | --------- |
| Vereinigte Staaten (RIAA) | 2× Platin                                                              | 2.000.000 |
| Insgesamt                 | 2× Platin ·                                                            | 2.000.000 |

### Congratulations
| Land/Region                  | Auszeichnungen für Musikverkäufe (Land/Region, Auszeichnung, Verkäufe) | Verkäufe   |
| ---------------------------- | ---------------------------------------------------------------------- | ---------- |
| Australien (ARIA)            | 10× Platin                                                             | 700.000    |
| Brasilien (PMB)              | 3× Diamant                                                             | 750.000    |
| Dänemark (IFPI)              | 2× Platin                                                              | 180.000    |
| Deutschland (BVMI)           | Gold                                                                   | 200.000    |
| Frankreich (SNEP)            | Platin                                                                 | 200.000    |
| Italien (FIMI)               | Platin                                                                 | 50.000     |
| Kanada (MC)                  | Diamant                                                                | 800.000    |
| Mexiko (AMPROFON)            | 3× Gold                                                                | 90.000     |
| Neuseeland (RMNZ)            | 6× Platin                                                              | 180.000    |
| Polen (ZPAV)                 | 2× Platin                                                              | 40.000     |
| Portugal (AFP)               | 3× Platin                                                              | 30.000     |
| Schweden (IFPI)              | 3× Platin                                                              | 240.000    |
| Spanien (Promusicae)         | Platin                                                                 | 60.000     |
| Vereinigte Staaten (RIAA)    | 14× Platin                                                             | 14.000.000 |
| Vereinigtes Königreich (BPI) | 2× Platin                                                              | 1.200.000  |
| Insgesamt                    | 2× Gold · 36× Platin · 5× Diamant ·                                    | 18.720.000 |

### Want Her
| Land/Region               | Auszeichnungen für Musikverkäufe (Land/Region, Auszeichnung, Verkäufe) | Verkäufe  |
| ------------------------- | ---------------------------------------------------------------------- | --------- |
| Vereinigte Staaten (RIAA) | Platin                                                                 | 1.000.000 |
| Insgesamt                 | 1× Platin ·                                                            | 1.000.000 |

### Go Off
| Land/Region               | Auszeichnungen für Musikverkäufe (Land/Region, Auszeichnung, Verkäufe) | Verkäufe  |
| ------------------------- | ---------------------------------------------------------------------- | --------- |
| Vereinigte Staaten (RIAA) | Platin                                                                 | 1.000.000 |
| Insgesamt                 | 1× Platin ·                                                            | 1.000.000 |

### I’m the One
| Land/Region                  | Auszeichnungen für Musikverkäufe (Land/Region, Auszeichnung, Verkäufe) | Verkäufe   |
| ---------------------------- | ---------------------------------------------------------------------- | ---------- |
| Australien (ARIA)            | 8× Platin                                                              | 560.000    |
| Belgien (BRMA)               | Platin                                                                 | 30.000     |
| Brasilien (PMB)              | Diamant                                                                | 160.000    |
| Dänemark (IFPI)              | 2× Platin                                                              | 180.000    |
| Deutschland (BVMI)           | Platin                                                                 | 400.000    |
| Frankreich (SNEP)            | Diamant                                                                | 333.333    |
| Italien (FIMI)               | 2× Platin                                                              | 100.000    |
| Kanada (MC)                  | 7× Platin                                                              | 560.000    |
| Mexiko (AMPROFON)            | 2× Platin                                                              | 120.000    |
| Neuseeland (RMNZ)            | 4× Platin                                                              | 120.000    |
| Norwegen (IFPI)              | 3× Platin                                                              | 180.000    |
| Österreich (IFPI)            | Platin                                                                 | 30.000     |
| Polen (ZPAV)                 | Gold                                                                   | 10.000     |
| Portugal (AFP)               | 2× Platin                                                              | 20.000     |
| Schweden (IFPI)              | 4× Platin                                                              | 160.000    |
| Schweiz (IFPI)               | 2× Platin                                                              | 40.000     |
| Spanien (Promusicae)         | Platin                                                                 | 40.000     |
| Vereinigte Staaten (RIAA)    | 9× Platin                                                              | 9.000.000  |
| Vereinigtes Königreich (BPI) | 2× Platin                                                              | 1.200.000  |
| Insgesamt                    | 1× Gold · 51× Platin · 2× Diamant ·                                    | 13.243.333 |

### Strip That Down
| Land/Region                  | Auszeichnungen für Musikverkäufe (Land/Region, Auszeichnung, Verkäufe) | Verkäufe  |
| ---------------------------- | ---------------------------------------------------------------------- | --------- |
| Australien (ARIA)            | 5× Platin                                                              | 350.000   |
| Belgien (BRMA)               | Gold                                                                   | 15.000    |
| Brasilien (PMB)              | 3× Platin                                                              | 120.000   |
| Dänemark (IFPI)              | Platin                                                                 | 90.000    |
| Deutschland (BVMI)           | Platin                                                                 | 400.000   |
| Frankreich (SNEP)            | Gold                                                                   | 66.666    |
| Irland (IRMA)                | 2× Platin                                                              | 30.000    |
| Italien (FIMI)               | Platin                                                                 | 50.000    |
| Kanada (MC)                  | 7× Platin                                                              | 560.000   |
| Neuseeland (RMNZ)            | 4× Platin                                                              | 120.000   |
| Polen (ZPAV)                 | Gold                                                                   | 25.000    |
| Portugal (AFP)               | Platin                                                                 | 10.000    |
| Schweden (IFPI)              | Platin                                                                 | 40.000    |
| Spanien (Promusicae)         | Gold                                                                   | 30.000    |
| Vereinigte Staaten (RIAA)    | 3× Platin                                                              | 3.000.000 |
| Vereinigtes Königreich (BPI) | 2× Platin                                                              | 1.200.000 |
| Insgesamt                    | 4× Gold · 31× Platin ·                                                 | 6.106.666 |

### RAF
| Land/Region               | Auszeichnungen für Musikverkäufe (Land/Region, Auszeichnung, Verkäufe) | Verkäufe  |
| ------------------------- | ---------------------------------------------------------------------- | --------- |
| Australien (ARIA)         | Gold                                                                   | 35.000    |
| Vereinigte Staaten (RIAA) | Platin                                                                 | 1.000.000 |
| Insgesamt                 | 1× Gold · 1× Platin ·                                                  | 1.035.000 |

### Know No Better
| Land/Region                  | Auszeichnungen für Musikverkäufe (Land/Region, Auszeichnung, Verkäufe) | Verkäufe  |
| ---------------------------- | ---------------------------------------------------------------------- | --------- |
| Australien (ARIA)            | 2× Platin                                                              | 140.000   |
| Belgien (BRMA)               | Gold                                                                   | 15.000    |
| Brasilien (PMB)              | Gold                                                                   | 20.000    |
| Dänemark (IFPI)              | Gold                                                                   | 30.000    |
| Frankreich (SNEP)            | Platin                                                                 | 133.333   |
| Italien (FIMI)               | Platin                                                                 | 50.000    |
| Neuseeland (RMNZ)            | 2× Platin                                                              | 60.000    |
| Spanien (Promusicae)         | Platin                                                                 | 60.000    |
| Vereinigte Staaten (RIAA)    | Gold                                                                   | 500.000   |
| Vereinigtes Königreich (BPI) | Platin                                                                 | 600.000   |
| Insgesamt                    | 4× Gold · 8× Platin ·                                                  | 1.608.333 |

### OMG
| Land/Region       | Auszeichnungen für Musikverkäufe (Land/Region, Auszeichnung, Verkäufe) | Verkäufe |
| ----------------- | ---------------------------------------------------------------------- | -------- |
| Australien (ARIA) | Gold                                                                   | 35.000   |
| Brasilien (PMB)   | Platin                                                                 | 40.000   |
| Kanada (MC)       | Platin                                                                 | 80.000   |
| Mexiko (AMPROFON) | Gold                                                                   | 30.000   |
| Neuseeland (RMNZ) | Gold                                                                   | 15.000   |
| Insgesamt         | 3× Gold · 2× Platin ·                                                  | 200.000  |

### Ice Tray
| Land/Region | Auszeichnungen für Musikverkäufe (Land/Region, Auszeichnung, Verkäufe) | Verkäufe |
| ----------- | ---------------------------------------------------------------------- | -------- |
| Kanada (MC) | Gold                                                                   | 40.000   |
| Insgesamt   | 1× Gold ·                                                              | 40.000   |

### Cupido
| Land/Region    | Auszeichnungen für Musikverkäufe (Land/Region, Auszeichnung, Verkäufe) | Verkäufe |
| -------------- | ---------------------------------------------------------------------- | -------- |
| Italien (FIMI) | 4× Platin                                                              | 200.000  |
| Insgesamt      | 4× Platin ·                                                            | 200.000  |

### Aries (YuGo) Part 2
| Land/Region     | Auszeichnungen für Musikverkäufe (Land/Region, Auszeichnung, Verkäufe) | Verkäufe |
| --------------- | ---------------------------------------------------------------------- | -------- |
| Brasilien (PMB) | Gold                                                                   | 30.000   |
| Insgesamt       | 1× Gold ·                                                              | 30.000   |

### Bigger Than You
| Land/Region               | Auszeichnungen für Musikverkäufe (Land/Region, Auszeichnung, Verkäufe) | Verkäufe  |
| ------------------------- | ---------------------------------------------------------------------- | --------- |
| Australien (ARIA)         | Gold                                                                   | 35.000    |
| Vereinigte Staaten (RIAA) | Platin                                                                 | 1.000.000 |
| Insgesamt                 | 1× Gold · 1× Platin ·                                                  | 1.035.000 |

### No Brainer
| Land/Region                  | Auszeichnungen für Musikverkäufe (Land/Region, Auszeichnung, Verkäufe) | Verkäufe  |
| ---------------------------- | ---------------------------------------------------------------------- | --------- |
| Australien (ARIA)            | 4× Platin                                                              | 280.000   |
| Brasilien (PMB)              | 3× Platin                                                              | 120.000   |
| Dänemark (IFPI)              | Platin                                                                 | 90.000    |
| Italien (FIMI)               | Gold                                                                   | 25.000    |
| Kanada (MC)                  | 3× Platin                                                              | 240.000   |
| Mexiko (AMPROFON)            | Gold                                                                   | 30.000    |
| Neuseeland (RMNZ)            | 2× Platin                                                              | 60.000    |
| Norwegen (IFPI)              | Platin                                                                 | 60.000    |
| Österreich (IFPI)            | Gold                                                                   | 15.000    |
| Polen (ZPAV)                 | Gold                                                                   | 10.000    |
| Vereinigte Staaten (RIAA)    | 3× Platin                                                              | 3.000.000 |
| Vereinigtes Königreich (BPI) | Platin                                                                 | 600.000   |
| Insgesamt                    | 4× Gold · 18× Platin ·                                                 | 4.530.000 |

### Pineapple
| Land/Region               | Auszeichnungen für Musikverkäufe (Land/Region, Auszeichnung, Verkäufe) | Verkäufe |
| ------------------------- | ---------------------------------------------------------------------- | -------- |
| Vereinigte Staaten (RIAA) | Gold                                                                   | 500.000  |
| Insgesamt                 | 1× Gold ·                                                              | 500.000  |

### Workin Me
| Land/Region               | Auszeichnungen für Musikverkäufe (Land/Region, Auszeichnung, Verkäufe) | Verkäufe  |
| ------------------------- | ---------------------------------------------------------------------- | --------- |
| Vereinigte Staaten (RIAA) | Platin                                                                 | 1.000.000 |
| Insgesamt                 | 1× Platin ·                                                            | 1.000.000 |

### Bacc at It Again
| Land/Region               | Auszeichnungen für Musikverkäufe (Land/Region, Auszeichnung, Verkäufe) | Verkäufe |
| ------------------------- | ---------------------------------------------------------------------- | -------- |
| Vereinigte Staaten (RIAA) | Gold                                                                   | 500.000  |
| Insgesamt                 | 1× Gold ·                                                              | 500.000  |

### 100 Bands
| Land/Region               | Auszeichnungen für Musikverkäufe (Land/Region, Auszeichnung, Verkäufe) | Verkäufe |
| ------------------------- | ---------------------------------------------------------------------- | -------- |
| Vereinigte Staaten (RIAA) | Gold                                                                   | 500.000  |
| Insgesamt                 | 1× Gold ·                                                              | 500.000  |

### Intentions
| Land/Region                  | Auszeichnungen für Musikverkäufe (Land/Region, Auszeichnung, Verkäufe) | Verkäufe  |
| ---------------------------- | ---------------------------------------------------------------------- | --------- |
| Australien (ARIA)            | 6× Platin                                                              | 420.000   |
| Belgien (BRMA)               | Gold                                                                   | 20.000    |
| Brasilien (PMB)              | 2× Diamant                                                             | 320.000   |
| Dänemark (IFPI)              | Platin                                                                 | 90.000    |
| Deutschland (BVMI)           | Gold                                                                   | 200.000   |
| Finnland (IFPI)              | Gold                                                                   | 20.000    |
| Frankreich (SNEP)            | Gold                                                                   | 100.000   |
| Italien (FIMI)               | Gold                                                                   | 35.000    |
| Kanada (MC)                  | 5× Platin                                                              | 400.000   |
| Malaysia (RIM)               | Platin                                                                 | 200.000   |
| Neuseeland (RMNZ)            | 4× Platin                                                              | 120.000   |
| Norwegen (IFPI)              | Platin                                                                 | 60.000    |
| Polen (ZPAV)                 | Platin                                                                 | 50.000    |
| Portugal (AFP)               | Platin                                                                 | 10.000    |
| Spanien (Promusicae)         | Platin                                                                 | 60.000    |
| Vereinigte Staaten (RIAA)    | 4× Platin                                                              | 4.000.000 |
| Vereinigtes Königreich (BPI) | Platin                                                                 | 600.000   |
| Insgesamt                    | 5× Gold · 26× Platin · 2× Diamant ·                                    | 6.705.000 |

### Hotel Lobby (Unc & Phew)
| Land/Region                  | Auszeichnungen für Musikverkäufe (Land/Region, Auszeichnung, Verkäufe) | Verkäufe  |
| ---------------------------- | ---------------------------------------------------------------------- | --------- |
| Brasilien (PMB)              | Gold                                                                   | 20.000    |
| Frankreich (SNEP)            | Gold                                                                   | 100.000   |
| Griechenland (IFPI)          | Gold                                                                   | 10.000    |
| Italien (FIMI)               | Gold                                                                   | 50.000    |
| Vereinigte Staaten (RIAA)    | Platin                                                                 | 1.000.000 |
| Vereinigtes Königreich (BPI) | Silber                                                                 | 200.000   |
| Insgesamt                    | 1× Silber · 4× Gold · 1× Platin ·                                      | 1.380.000 |

### Tough
| Land/Region         | Auszeichnungen für Musikverkäufe (Land/Region, Auszeichnung, Verkäufe) | Verkäufe |
| ------------------- | ---------------------------------------------------------------------- | -------- |
| Brasilien (PMB)     | Platin                                                                 | 40.000   |
| Griechenland (IFPI) | Gold                                                                   | 10.000   |
| Insgesamt           | 1× Gold · 1× Platin ·                                                  | 50.000   |

## Auszeichnungen nach Liedern

### Oh My Dis Side
| Land/Region               | Auszeichnungen für Musikverkäufe (Land/Region, Auszeichnung, Verkäufe) | Verkäufe  |
| ------------------------- | ---------------------------------------------------------------------- | --------- |
| Vereinigte Staaten (RIAA) | Platin                                                                 | 1.000.000 |
| Insgesamt                 | 1× Platin ·                                                            | 1.000.000 |

### Minnesota
| Land/Region               | Auszeichnungen für Musikverkäufe (Land/Region, Auszeichnung, Verkäufe) | Verkäufe  |
| ------------------------- | ---------------------------------------------------------------------- | --------- |
| Vereinigte Staaten (RIAA) | Platin                                                                 | 1.000.000 |
| Insgesamt                 | 1× Platin ·                                                            | 1.000.000 |

### Portland
| Land/Region                  | Auszeichnungen für Musikverkäufe (Land/Region, Auszeichnung, Verkäufe) | Verkäufe  |
| ---------------------------- | ---------------------------------------------------------------------- | --------- |
| Australien (ARIA)            | 2× Platin                                                              | 140.000   |
| Brasilien (PMB)              | Gold                                                                   | 20.000    |
| Dänemark (IFPI)              | Gold                                                                   | 45.000    |
| Italien (FIMI)               | Gold                                                                   | 25.000    |
| Neuseeland (RMNZ)            | Platin                                                                 | 30.000    |
| Portugal (AFP)               | Gold                                                                   | 5.000     |
| Vereinigte Staaten (RIAA)    | 2× Platin                                                              | 2.000.000 |
| Vereinigtes Königreich (BPI) | Platin                                                                 | 600.000   |
| Insgesamt                    | 4× Gold · 6× Platin ·                                                  | 2.865.000 |

### Rap Saved Me
| Land/Region               | Auszeichnungen für Musikverkäufe (Land/Region, Auszeichnung, Verkäufe) | Verkäufe  |
| ------------------------- | ---------------------------------------------------------------------- | --------- |
| Vereinigte Staaten (RIAA) | Platin                                                                 | 1.000.000 |
| Insgesamt                 | 1× Platin ·                                                            | 1.000.000 |

### Lost It
| Land/Region               | Auszeichnungen für Musikverkäufe (Land/Region, Auszeichnung, Verkäufe) | Verkäufe |
| ------------------------- | ---------------------------------------------------------------------- | -------- |
| Vereinigte Staaten (RIAA) | Gold                                                                   | 500.000  |
| Insgesamt                 | 1× Gold ·                                                              | 500.000  |

### Flip the Switch
| Land/Region               | Auszeichnungen für Musikverkäufe (Land/Region, Auszeichnung, Verkäufe) | Verkäufe |
| ------------------------- | ---------------------------------------------------------------------- | -------- |
| Vereinigte Staaten (RIAA) | Gold                                                                   | 500.000  |
| Insgesamt                 | 1× Gold ·                                                              | 500.000  |

### Had Enough
| Land/Region               | Auszeichnungen für Musikverkäufe (Land/Region, Auszeichnung, Verkäufe) | Verkäufe |
| ------------------------- | ---------------------------------------------------------------------- | -------- |
| Kanada (MC)               | Gold                                                                   | 40.000   |
| Vereinigte Staaten (RIAA) | Gold                                                                   | 500.000  |
| Insgesamt                 | 1× Gold ·                                                              | 540.000  |

### Shake the Room
| Land/Region                  | Auszeichnungen für Musikverkäufe (Land/Region, Auszeichnung, Verkäufe) | Verkäufe |
| ---------------------------- | ---------------------------------------------------------------------- | -------- |
| Vereinigte Staaten (RIAA)    | Gold                                                                   | 500.000  |
| Vereinigtes Königreich (BPI) | Silber                                                                 | 200.000  |
| Insgesamt                    | 1× Silber · 1× Gold ·                                                  | 700.000  |

### Pick Up
| Land/Region               | Auszeichnungen für Musikverkäufe (Land/Region, Auszeichnung, Verkäufe) | Verkäufe |
| ------------------------- | ---------------------------------------------------------------------- | -------- |
| Vereinigte Staaten (RIAA) | Gold                                                                   | 500.000  |
| Insgesamt                 | 1× Gold ·                                                              | 500.000  |

## Auszeichnungen nach Autorenbeteiligungen

### Versace (Migos)
| Land/Region               | Auszeichnungen für Musikverkäufe (Land/Region, Auszeichnung, Verkäufe) | Verkäufe |
| ------------------------- | ---------------------------------------------------------------------- | -------- |
| Vereinigte Staaten (RIAA) | Gold                                                                   | 500.000  |
| Insgesamt                 | 1× Gold ·                                                              | 500.000  |

### Fight Night (Migos)
| Land/Region               | Auszeichnungen für Musikverkäufe (Land/Region, Auszeichnung, Verkäufe) | Verkäufe |
| ------------------------- | ---------------------------------------------------------------------- | -------- |
| Vereinigte Staaten (RIAA) | Gold                                                                   | 500.000  |
| Insgesamt                 | 1× Gold ·                                                              | 500.000  |

### Handsome and Wealthy (Migos)
| Land/Region               | Auszeichnungen für Musikverkäufe (Land/Region, Auszeichnung, Verkäufe) | Verkäufe |
| ------------------------- | ---------------------------------------------------------------------- | -------- |
| Vereinigte Staaten (RIAA) | Gold                                                                   | 500.000  |
| Insgesamt                 | 1× Gold ·                                                              | 500.000  |

### Bad and Boujee(Migos)
| Land/Region                  | Auszeichnungen für Musikverkäufe (Land/Region, Auszeichnung, Verkäufe) | Verkäufe  |
| ---------------------------- | ---------------------------------------------------------------------- | --------- |
| Australien (ARIA)            | 2× Platin                                                              | 140.000   |
| Brasilien (PMB)              | Gold                                                                   | 30.000    |
| Dänemark (IFPI)              | Platin                                                                 | 90.000    |
| Deutschland (BVMI)           | Gold                                                                   | 200.000   |
| Frankreich (SNEP)            | Platin                                                                 | 133.333   |
| Italien (FIMI)               | Platin                                                                 | 50.000    |
| Neuseeland (RMNZ)            | 2× Platin                                                              | 60.000    |
| Polen (ZPAV)                 | Gold                                                                   | 25.000    |
| Portugal (AFP)               | Platin                                                                 | 10.000    |
| Vereinigte Staaten (RIAA)    | 4× Platin                                                              | 4.000.000 |
| Vereinigtes Königreich (BPI) | Platin                                                                 | 600.000   |
| Insgesamt                    | 3× Gold · 13× Platin ·                                                 | 5.338.333 |

### Sacrifices (Big Sean)
| Land/Region               | Auszeichnungen für Musikverkäufe (Land/Region, Auszeichnung, Verkäufe) | Verkäufe |
| ------------------------- | ---------------------------------------------------------------------- | -------- |
| Vereinigte Staaten (RIAA) | Gold                                                                   | 500.000  |
| Insgesamt                 | 1× Gold ·                                                              | 500.000  |

### T-Shirt (Migos)
| Land/Region                  | Auszeichnungen für Musikverkäufe (Land/Region, Auszeichnung, Verkäufe) | Verkäufe  |
| ---------------------------- | ---------------------------------------------------------------------- | --------- |
| Frankreich (SNEP)            | Gold                                                                   | 66.666    |
| Neuseeland (RMNZ)            | Platin                                                                 | 30.000    |
| Vereinigte Staaten (RIAA)    | 2× Platin                                                              | 2.000.000 |
| Vereinigtes Königreich (BPI) | Silber                                                                 | 200.000   |
| Insgesamt                    | 1× Silber · 1× Gold · 3× Platin ·                                      | 2.296.666 |

### Get Right Witcha (Migos)
| Land/Region               | Auszeichnungen für Musikverkäufe (Land/Region, Auszeichnung, Verkäufe) | Verkäufe |
| ------------------------- | ---------------------------------------------------------------------- | -------- |
| Vereinigte Staaten (RIAA) | Gold                                                                   | 500.000  |
| Insgesamt                 | 1× Gold ·                                                              | 500.000  |

### Slide (Calvin Harris)
| Land/Region                  | Auszeichnungen für Musikverkäufe (Land/Region, Auszeichnung, Verkäufe) | Verkäufe  |
| ---------------------------- | ---------------------------------------------------------------------- | --------- |
| Australien (ARIA)            | 6× Platin                                                              | 420.000   |
| Belgien (BRMA)               | Platin                                                                 | 30.000    |
| Brasilien (PMB)              | Platin                                                                 | 40.000    |
| Dänemark (IFPI)              | 2× Platin                                                              | 180.000   |
| Deutschland (BVMI)           | Gold                                                                   | 200.000   |
| Frankreich (SNEP)            | Diamant                                                                | 333.333   |
| Italien (FIMI)               | Platin                                                                 | 50.000    |
| Kanada (MC)                  | 7× Platin                                                              | 560.000   |
| Mexiko (AMPROFON)            | 2× Platin                                                              | 120.000   |
| Neuseeland (RMNZ)            | 5× Platin                                                              | 150.000   |
| Österreich (IFPI)            | Gold                                                                   | 15.000    |
| Polen (ZPAV)                 | Platin                                                                 | 20.000    |
| Portugal (AFP)               | Platin                                                                 | 10.000    |
| Schweden (IFPI)              | 2× Platin                                                              | 80.000    |
| Schweiz (IFPI)               | Platin                                                                 | 20.000    |
| Spanien (Promusicae)         | Gold                                                                   | 20.000    |
| Vereinigte Staaten (RIAA)    | 5× Platin                                                              | 5.000.000 |
| Vereinigtes Königreich (BPI) | 2× Platin                                                              | 1.200.000 |
| Insgesamt                    | 3× Gold · 37× Platin · 1× Diamant ·                                    | 8.448.333 |

### Peek a Boo (Lil Yachty)
| Land/Region               | Auszeichnungen für Musikverkäufe (Land/Region, Auszeichnung, Verkäufe) | Verkäufe  |
| ------------------------- | ---------------------------------------------------------------------- | --------- |
| Vereinigte Staaten (RIAA) | Platin                                                                 | 1.000.000 |
| Insgesamt                 | 1× Platin ·                                                            | 1.000.000 |

### Bon Appétit(Katy Perry)
| Land/Region                  | Auszeichnungen für Musikverkäufe (Land/Region, Auszeichnung, Verkäufe) | Verkäufe  |
| ---------------------------- | ---------------------------------------------------------------------- | --------- |
| Australien (ARIA)            | Platin                                                                 | 70.000    |
| Brasilien (PMB)              | Diamant                                                                | 160.000   |
| Deutschland (BVMI)           | Gold                                                                   | 200.000   |
| Frankreich (SNEP)            | Gold                                                                   | 66.666    |
| Italien (FIMI)               | Platin                                                                 | 50.000    |
| Kanada (MC)                  | Gold                                                                   | 40.000    |
| Mexiko (AMPROFON)            | Platin                                                                 | 60.000    |
| Neuseeland (RMNZ)            | Gold                                                                   | 15.000    |
| Norwegen (IFPI)              | Gold                                                                   | 30.000    |
| Polen (ZPAV)                 | Gold                                                                   | 25.000    |
| Vereinigte Staaten (RIAA)    | Platin                                                                 | 1.000.000 |
| Vereinigtes Königreich (BPI) | Gold                                                                   | 400.000   |
| Insgesamt                    | 7× Gold · 4× Platin · 1× Diamant ·                                     | 2.116.666 |

### Slippery (Migos)
| Land/Region                  | Auszeichnungen für Musikverkäufe (Land/Region, Auszeichnung, Verkäufe) | Verkäufe |
| ---------------------------- | ---------------------------------------------------------------------- | -------- |
| Dänemark (IFPI)              | Gold                                                                   | 45.000   |
| Italien (FIMI)               | Gold                                                                   | 25.000   |
| Neuseeland (RMNZ)            | Platin                                                                 | 30.000   |
| Portugal (AFP)               | Gold                                                                   | 5.000    |
| Vereinigte Staaten (RIAA)    | Gold                                                                   | 500.000  |
| Vereinigtes Königreich (BPI) | Silber                                                                 | 200.000  |
| Insgesamt                    | 1× Silber · 4× Gold · 1× Platin ·                                      | 805.000  |

### I Get the Bag (Gucci Mane)
| Land/Region                  | Auszeichnungen für Musikverkäufe (Land/Region, Auszeichnung, Verkäufe) | Verkäufe  |
| ---------------------------- | ---------------------------------------------------------------------- | --------- |
| Neuseeland (RMNZ)            | Platin                                                                 | 30.000    |
| Vereinigte Staaten (RIAA)    | 8× Platin                                                              | 8.000.000 |
| Vereinigtes Königreich (BPI) | Silber                                                                 | 200.000   |
| Insgesamt                    | 1× Silber · 9× Platin ·                                                | 8.230.000 |

### MotorSport(Migos)
| Land/Region                  | Auszeichnungen für Musikverkäufe (Land/Region, Auszeichnung, Verkäufe) | Verkäufe  |
| ---------------------------- | ---------------------------------------------------------------------- | --------- |
| Australien (ARIA)            | Platin                                                                 | 70.000    |
| Brasilien (PMB)              | Platin                                                                 | 40.000    |
| Dänemark (IFPI)              | Gold                                                                   | 45.000    |
| Frankreich (SNEP)            | Gold                                                                   | 100.000   |
| Italien (FIMI)               | Gold                                                                   | 25.000    |
| Kanada (MC)                  | 3× Platin                                                              | 240.000   |
| Neuseeland (RMNZ)            | Platin                                                                 | 30.000    |
| Vereinigte Staaten (RIAA)    | 6× Platin                                                              | 6.000.000 |
| Vereinigtes Königreich (BPI) | Gold                                                                   | 400.000   |
| Insgesamt                    | 4× Gold · 12× Platin ·                                                 | 6.950.000 |

### Danger (Marshmello)
| Land/Region               | Auszeichnungen für Musikverkäufe (Land/Region, Auszeichnung, Verkäufe) | Verkäufe  |
| ------------------------- | ---------------------------------------------------------------------- | --------- |
| Vereinigte Staaten (RIAA) | Platin                                                                 | 1.000.000 |
| Insgesamt                 | 1× Platin ·                                                            | 1.000.000 |

### Stir Fry (Migos)
| Land/Region                  | Auszeichnungen für Musikverkäufe (Land/Region, Auszeichnung, Verkäufe) | Verkäufe  |
| ---------------------------- | ---------------------------------------------------------------------- | --------- |
| Australien (ARIA)            | Platin                                                                 | 70.000    |
| Brasilien (PMB)              | Gold                                                                   | 20.000    |
| Dänemark (IFPI)              | Gold                                                                   | 45.000    |
| Kanada (MC)                  | Platin                                                                 | 80.000    |
| Neuseeland (RMNZ)            | 2× Platin                                                              | 60.000    |
| Portugal (AFP)               | Gold                                                                   | 5.000     |
| Vereinigte Staaten (RIAA)    | 5× Platin                                                              | 5.000.000 |
| Vereinigtes Königreich (BPI) | Gold                                                                   | 400.000   |
| Insgesamt                    | 4× Gold · 9× Platin ·                                                  | 5.680.000 |

### Supastars (Migos)
| Land/Region               | Auszeichnungen für Musikverkäufe (Land/Region, Auszeichnung, Verkäufe) | Verkäufe |
| ------------------------- | ---------------------------------------------------------------------- | -------- |
| Vereinigte Staaten (RIAA) | Gold                                                                   | 500.000  |
| Insgesamt                 | 1× Gold ·                                                              | 500.000  |

### Notice Me (Migos)
| Land/Region               | Auszeichnungen für Musikverkäufe (Land/Region, Auszeichnung, Verkäufe) | Verkäufe  |
| ------------------------- | ---------------------------------------------------------------------- | --------- |
| Brasilien (PMB)           | Gold                                                                   | 20.000    |
| Kanada (MC)               | Gold                                                                   | 40.000    |
| Vereinigte Staaten (RIAA) | Platin                                                                 | 1.000.000 |
| Insgesamt                 | 2× Gold · 1× Platin ·                                                  | 1.060.000 |

### BBO (Bad Bitches Only) (Migos)
| Land/Region               | Auszeichnungen für Musikverkäufe (Land/Region, Auszeichnung, Verkäufe) | Verkäufe  |
| ------------------------- | ---------------------------------------------------------------------- | --------- |
| Vereinigte Staaten (RIAA) | Platin                                                                 | 1.000.000 |
| Insgesamt                 | 1× Platin ·                                                            | 1.000.000 |

### White Sand (Migos)
| Land/Region               | Auszeichnungen für Musikverkäufe (Land/Region, Auszeichnung, Verkäufe) | Verkäufe |
| ------------------------- | ---------------------------------------------------------------------- | -------- |
| Vereinigte Staaten (RIAA) | Gold                                                                   | 500.000  |
| Insgesamt                 | 1× Gold ·                                                              | 500.000  |

### Gang Gang (Migos)
| Land/Region               | Auszeichnungen für Musikverkäufe (Land/Region, Auszeichnung, Verkäufe) | Verkäufe |
| ------------------------- | ---------------------------------------------------------------------- | -------- |
| Vereinigte Staaten (RIAA) | Gold                                                                   | 500.000  |
| Insgesamt                 | 1× Gold ·                                                              | 500.000  |

### Too Playa (Migos)
| Land/Region               | Auszeichnungen für Musikverkäufe (Land/Region, Auszeichnung, Verkäufe) | Verkäufe |
| ------------------------- | ---------------------------------------------------------------------- | -------- |
| Vereinigte Staaten (RIAA) | Gold                                                                   | 500.000  |
| Insgesamt                 | 1× Gold ·                                                              | 500.000  |

### Walk It Talk It (Migos)
| Land/Region                  | Auszeichnungen für Musikverkäufe (Land/Region, Auszeichnung, Verkäufe) | Verkäufe  |
| ---------------------------- | ---------------------------------------------------------------------- | --------- |
| Brasilien (PMB)              | 3× Platin                                                              | 120.000   |
| Dänemark (IFPI)              | Gold                                                                   | 45.000    |
| Frankreich (SNEP)            | Platin                                                                 | 200.000   |
| Italien (FIMI)               | Gold                                                                   | 25.000    |
| Kanada (MC)                  | 2× Platin                                                              | 160.000   |
| Mexiko (AMPROFON)            | Gold                                                                   | 30.000    |
| Neuseeland (RMNZ)            | 2× Platin                                                              | 60.000    |
| Polen (ZPAV)                 | Gold                                                                   | 25.000    |
| Portugal (AFP)               | Gold                                                                   | 5.000     |
| Vereinigte Staaten (RIAA)    | 6× Platin                                                              | 6.000.000 |
| Vereinigtes Königreich (BPI) | Gold                                                                   | 400.000   |
| Insgesamt                    | 6× Gold · 14× Platin ·                                                 | 7.070.000 |

### Drip (Cardi B)
| Land/Region               | Auszeichnungen für Musikverkäufe (Land/Region, Auszeichnung, Verkäufe) | Verkäufe  |
| ------------------------- | ---------------------------------------------------------------------- | --------- |
| Kanada (MC)               | Gold                                                                   | 40.000    |
| Vereinigte Staaten (RIAA) | Platin                                                                 | 1.000.000 |
| Insgesamt                 | 1× Gold · 1× Platin ·                                                  | 1.040.000 |

### Live It Up (Nicky Jam)
| Land/Region       | Auszeichnungen für Musikverkäufe (Land/Region, Auszeichnung, Verkäufe) | Verkäufe |
| ----------------- | ---------------------------------------------------------------------- | -------- |
| Mexiko (AMPROFON) | Gold                                                                   | 30.000   |
| Polen (ZPAV)      | Platin                                                                 | 50.000   |
| Schweiz (IFPI)    | Gold                                                                   | 10.000   |
| Insgesamt         | 2× Gold · 1× Platin ·                                                  | 90.000   |

### Apeshit (The Carters)
| Land/Region                  | Auszeichnungen für Musikverkäufe (Land/Region, Auszeichnung, Verkäufe) | Verkäufe  |
| ---------------------------- | ---------------------------------------------------------------------- | --------- |
| Frankreich (SNEP)            | Gold                                                                   | 100.000   |
| Kanada (MC)                  | Platin                                                                 | 80.000    |
| Polen (ZPAV)                 | Gold                                                                   | 10.000    |
| Vereinigte Staaten (RIAA)    | Platin                                                                 | 1.000.000 |
| Vereinigtes Königreich (BPI) | Silber                                                                 | 200.000   |
| Insgesamt                    | 1× Silber · 2× Gold · 2× Platin ·                                      | 1.390.000 |

### Narcos (Migos)
| Land/Region                  | Auszeichnungen für Musikverkäufe (Land/Region, Auszeichnung, Verkäufe) | Verkäufe  |
| ---------------------------- | ---------------------------------------------------------------------- | --------- |
| Brasilien (PMB)              | Platin                                                                 | 40.000    |
| Kanada (MC)                  | Gold                                                                   | 40.000    |
| Portugal (AFP)               | Gold                                                                   | 5.000     |
| Vereinigte Staaten (RIAA)    | 3× Platin                                                              | 3.000.000 |
| Vereinigtes Königreich (BPI) | Silber                                                                 | 200.000   |
| Insgesamt                    | 1× Silber · 2× Gold · 4× Platin ·                                      | 3.285.000 |

### Who? What! (Travis Scott)
| Land/Region               | Auszeichnungen für Musikverkäufe (Land/Region, Auszeichnung, Verkäufe) | Verkäufe  |
| ------------------------- | ---------------------------------------------------------------------- | --------- |
| Brasilien (PMB)           | Gold                                                                   | 20.000    |
| Kanada (MC)               | Platin                                                                 | 80.000    |
| Vereinigte Staaten (RIAA) | Platin                                                                 | 1.000.000 |
| Insgesamt                 | 1× Gold · 2× Platin ·                                                  | 1.100.000 |

### Pure Water (Mustard)
| Land/Region                  | Auszeichnungen für Musikverkäufe (Land/Region, Auszeichnung, Verkäufe) | Verkäufe  |
| ---------------------------- | ---------------------------------------------------------------------- | --------- |
| Brasilien (PMB)              | Platin                                                                 | 40.000    |
| Dänemark (IFPI)              | Gold                                                                   | 45.000    |
| Italien (FIMI)               | Gold                                                                   | 50.000    |
| Polen (ZPAV)                 | Gold                                                                   | 25.000    |
| Portugal (AFP)               | Gold                                                                   | 5.000     |
| Vereinigte Staaten (RIAA)    | 5× Platin                                                              | 5.000.000 |
| Vereinigtes Königreich (BPI) | Gold                                                                   | 400.000   |
| Insgesamt                    | 5× Gold · 6× Platin ·                                                  | 5.565.000 |

### Raw Shit (DaBaby)
| Land/Region               | Auszeichnungen für Musikverkäufe (Land/Region, Auszeichnung, Verkäufe) | Verkäufe |
| ------------------------- | ---------------------------------------------------------------------- | -------- |
| Vereinigte Staaten (RIAA) | Gold                                                                   | 500.000  |
| Insgesamt                 | 1× Gold ·                                                              | 500.000  |

### Racks 2 Skinny (Migos)
| Land/Region               | Auszeichnungen für Musikverkäufe (Land/Region, Auszeichnung, Verkäufe) | Verkäufe |
| ------------------------- | ---------------------------------------------------------------------- | -------- |
| Vereinigte Staaten (RIAA) | Gold                                                                   | 500.000  |
| Insgesamt                 | 1× Gold ·                                                              | 500.000  |

### Need It (Migos)
| Land/Region     | Auszeichnungen für Musikverkäufe (Land/Region, Auszeichnung, Verkäufe) | Verkäufe |
| --------------- | ---------------------------------------------------------------------- | -------- |
| Brasilien (PMB) | Gold                                                                   | 20.000   |
| Insgesamt       | 1× Gold ·                                                              | 20.000   |

### Straightenin (Migos)
| Land/Region               | Auszeichnungen für Musikverkäufe (Land/Region, Auszeichnung, Verkäufe) | Verkäufe  |
| ------------------------- | ---------------------------------------------------------------------- | --------- |
| Brasilien (PMB)           | Gold                                                                   | 20.000    |
| Vereinigte Staaten (RIAA) | Platin                                                                 | 1.000.000 |
| Insgesamt                 | 1× Gold · 1× Platin ·                                                  | 1.020.000 |

### Having Our Way (Migos)
| Land/Region               | Auszeichnungen für Musikverkäufe (Land/Region, Auszeichnung, Verkäufe) | Verkäufe |
| ------------------------- | ---------------------------------------------------------------------- | -------- |
| Vereinigte Staaten (RIAA) | Gold                                                                   | 500.000  |
| Insgesamt                 | 1× Gold ·                                                              | 500.000  |

## Auszeichnungen nach Musikstreamings

### I’m the One
| Land/Region  | Auszeichnungen für Musikverkäufe (Land/Region, Auszeichnung, Verkäufe) | Verkäufe   |
| ------------ | ---------------------------------------------------------------------- | ---------- |
| Japan (RIAJ) | Gold                                                                   | 50.000.000 |
| Insgesamt    | 1× Gold ·                                                              | 50.000.000 |

### Intentions
| Land/Region  | Auszeichnungen für Musikverkäufe (Land/Region, Auszeichnung, Verkäufe) | Verkäufe   |
| ------------ | ---------------------------------------------------------------------- | ---------- |
| Japan (RIAJ) | Gold                                                                   | 50.000.000 |
| Insgesamt    | 1× Gold ·                                                              | 50.000.000 |

## Statistik und Quellen
| Land/RegionAuszeichnungen für Musikverkäufe (Land/Region, Auszeichnungen, Verkäufe, Quellen) | Silber     | Gold         | Platin         | Diamant       | Verkäufe    | Quellen              |
| -------------------------------------------------------------------------------------------- | ---------- | ------------ | -------------- | ------------- | ----------- | -------------------- |
| Australien (ARIA)                                                                            | —          | 3× Gold3     | 48× Platin48   | —             | 3.465.000   | aria.com.au          |
| Belgien (BRMA)                                                                               | —          | 2× Gold2     | 2× Platin2     | —             | 90.000      | ultratop.be          |
| Brasilien (PMB)                                                                              | —          | 11× Gold11   | 15× Platin15   | 7× Diamant7   | 2.210.000   | pro-musicabr.org.br  |
| Dänemark (IFPI)                                                                              | —          | 10× Gold10   | 10× Platin10   | —             | 1.300.000   | ifpi.dk              |
| Deutschland (BVMI)                                                                           | —          | 5× Gold5     | 2× Platin2     | —             | 1.800.000   | musikindustrie.de    |
| Finnland (IFPI)                                                                              | —          | Gold1        | —              | —             | 20.000      | Einzelnachweise      |
| Frankreich (SNEP)                                                                            | —          | 7× Gold7     | 5× Platin5     | 2× Diamant2   | 2.133.330   | snepmusique.com FR2  |
| Griechenland (IFPI)                                                                          | —          | 2× Gold2     | —              | —             | 20.000      | Einzelnachweise      |
| Irland (IRMA)                                                                                | —          | —            | 2× Platin2     | —             | 30.000      | Einzelnachweise      |
| Italien (FIMI)                                                                               | —          | 9× Gold9     | 12× Platin12   | —             | 885.000     | fimi.it              |
| Japan (RIAJ)                                                                                 | —          | 2× Gold2     | —              | —             | —           | riaj.or.jp           |
| Kanada (MC)                                                                                  | —          | 9× Gold9     | 40× Platin40   | Diamant1      | 4.360.000   | musiccanada.com      |
| Malaysia (RIM)                                                                               | —          | —            | Platin1        | —             | 200.000     | Einzelnachweise      |
| Mexiko (AMPROFON)                                                                            | —          | 5× Gold5     | 6× Platin6     | —             | 510.000     | amprofon.com.mx      |
| Neuseeland (RMNZ)                                                                            | —          | 2× Gold2     | 39× Platin39   | —             | 1.185.000   | radioscope.co.nz     |
| Norwegen (IFPI)                                                                              | —          | Gold1        | 5× Platin5     | —             | 330.000     | ifpi.no              |
| Österreich (IFPI)                                                                            | —          | 2× Gold2     | Platin1        | —             | 60.000      | ifpi.at              |
| Polen (ZPAV)                                                                                 | —          | 9× Gold9     | 5× Platin5     | —             | 240.000     | olis.pl              |
| Portugal (AFP)                                                                               | —          | 6× Gold6     | 9× Platin9     | —             | 120.000     | Einzelnachweise      |
| Schweden (IFPI)                                                                              | —          | Gold1        | 10× Platin10   | —             | 540.000     | sverigetopplistan.se |
| Schweiz (IFPI)                                                                               | —          | Gold1        | 3× Platin3     | —             | 70.000      | hitparade.ch         |
| Spanien (Promusicae)                                                                         | —          | 2× Gold2     | 4× Platin4     | —             | 270.000     | elportaldemusica.es  |
| Vereinigte Staaten (RIAA)                                                                    | —          | 23× Gold23   | 96× Platin96   | Diamant1      | 117.500.000 | riaa.com             |
| Vereinigtes Königreich (BPI)                                                                 | 9× Silber9 | 5× Gold5     | 14× Platin14   | —             | 12.260.000  | bpi.co.uk            |
| Insgesamt                                                                                    | 9× Silber9 | 118× Gold118 | 329× Platin329 | 11× Diamant11 |             |                      |